# Chapelle Saint-Léonard-et-Saint-Martin
Pour les articles homonymes, voir Chapelle Saint-Léonard.
La chapelle Saint-Léonard-et-Saint-Martin est une ancienne église paroissiale gothique (XIIe – XIIIe siècles) désaffectée au culte catholique en 1882 située à Croissy-sur-Seine dans le département français des Yvelines.
L'édifice est inscrit au titre des monuments historiques depuis 1942. Depuis les années 1980, il est ouvert au public comme galerie d'art ou salle de concert. 

## Historique
L'ancienne église paroissiale Saint-Léonard-et-Saint-Martin de Croissy-sur-Seine est édifiée à partir du XIIIe siècle. Initialement dédiée à saint Martin, elle passe aussi en 1211 sous le vocable de saint Léonard. 
Au XIXe siècle, avec l’accroissement démographique,  l'église devient trop petite pour contenir le nombre croissant de paroissiens. Après l'achèvement de la nouvelle église paroissiale Saint-Léonard (consacrée en 1882), elle est désaffectée et mise en vente. De 1896 à 1976, elle appartient à plusieurs propriétaires privés, notamment Théophile Poilpot puis à la famille Rivaud de la Raffinière qui orne la tribune d'un ensemble de 14 panneaux peints (deuxième moitié du XVe siècle) représentant des personnages en buste. L'édifice qui a été racheté par la commune en 1976 a été entièrement restauré dans les années 1980 et 1990.